# Сергиевка (Астраханская область)
Сергиевка — село в Икрянинском районе Астраханской области России. Является административным центром Сергиевского сельсовета.

## История
Поселение Сергиевское (Княжево) было основано на землях помещиков Долгоруковых в 1758 году. Первыми жителями были крестьяне-переселенцы из Пензенской губернии и Суздаля, принадлежавшие Сергею Долгорукому, от имени которого произошло название села..
В «Списке населенных мест Российской империи» 1859 года населённый пункт упомянут как владельческое село Сергиевское (Княжево, Долгоруково) Астраханского уезда (2-го стана) при реке Ясиной, расположенное в 45 верстах от губернского города Астрахани. В Сергиевском имелось 93 двора и проживало 650 человек (292 мужчины и 358 женщин). Функционировали православная церковь и рыболовный завод.
В 1877 году в селе было 137 дворов и проживало 270 мужчин, 342 женщины. Имелись три торговые лавки, питейное заведение, кузница, пожарный обоз, и несколько рыболовных промыслов. В 1885 году население села составляло 540 человек.
В 2021 году в Сергиевке начал работу филиал «Том Сойер Феста» — всероссийской сети волонтёрских проектов по ремонту и реставрации исторических зданий. Участники фестиваля работают над восстановлением традиционного для этих мест рыбацкого дома с резным декором на улице Калинина, 14.

## География
Село находится в юго-западной части Астраханской области, на правом берегу рукава Бахтемир дельты реки Волги, на расстоянии примерно 13 километров (по прямой) к юго-юго-западу (SSW) от села Икряное, административного центра района. Абсолютная высота — 23 метра ниже уровня моря. Климат умеренный, резко континентальный. Характеризуется высокими температурами летом и низкими — зимой, малым количеством осадков, а также большими годовыми и летними суточными амплитудами температуры воздуха.

## Население
| 2002 | 2010 |
| ---- | ---- |
| 385  | ↘372 |

По данным Всероссийской переписи, в 2010 году численность населения села составляла 372 человека (180 мужчин и 192 женщины). Согласно результатам переписи 2002 года, в национальной структуре населения русские составляли 71 %.

## Инфраструктура
В селе функционируют основная общеобразовательная школа, фельдшерско-акушерский пункт (филиал ГБУЗ «Икрянинская районная больница») и отделение Почты России.

## Улицы
Уличная сеть села состоит из 3 улиц.

## Транспорт
Через село проходит автодорога Р215 Астрахань-Махачкала.